# Kurt Vogeler

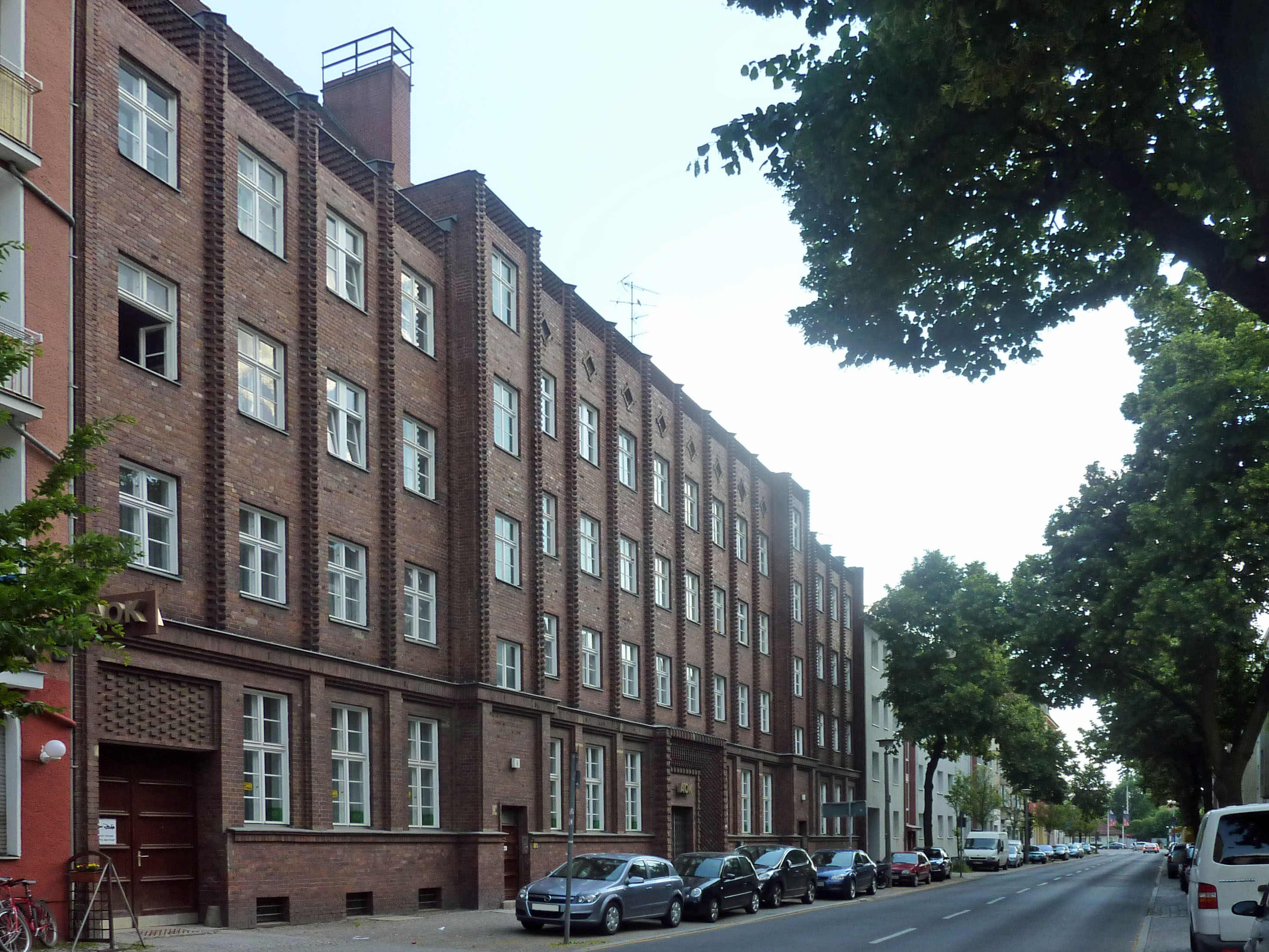
AOK-Verwaltungsgebäude in Berlin-Niederschöneweide

Kurt Vogeler (* 1893 oder 1894; † 13. März 1930 am Parpaner Rothorn, Kanton Graubünden, Schweiz) war ein deutscher Architekt in Finsterwalde und Berlin.

## Leben
Kurt Vogeler studierte ab 1917/1918 an der Technischen Hochschule (Berlin-)Charlottenburg und erlangte den akademischen Grad eines Diplom-Ingenieurs. Danach war er von 1926 bis etwa 1928 in Finsterwalde als Architekt tätig. 1929 bis 1930 lebte er in Berlin. Er starb im März 1930 im Alter von 36 Jahren bei einem Lawinenunglück bei Arosa in der Schweiz.

## Bauten und Entwürfe

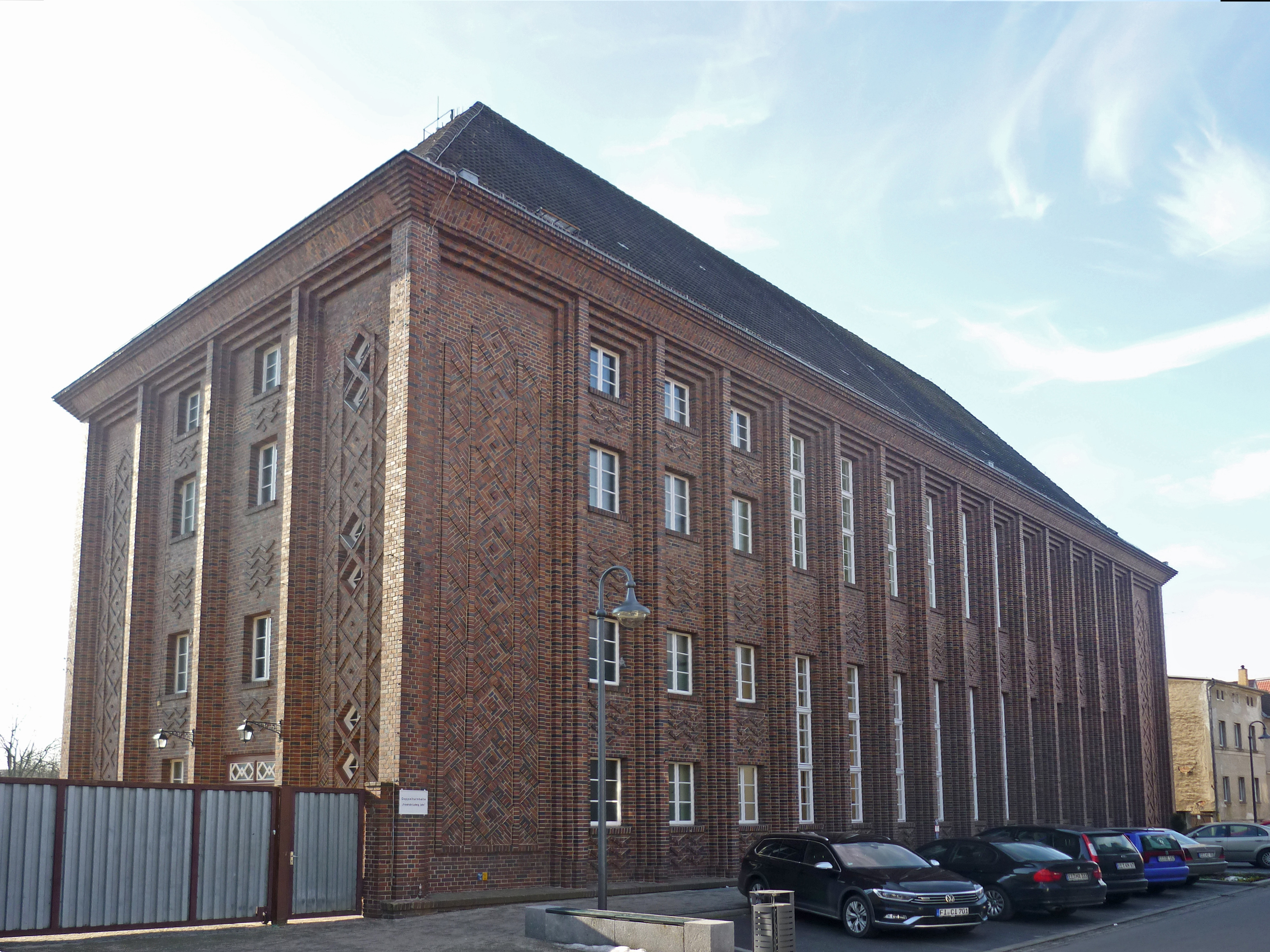
Doppelturnhalle in Finsterwalde

Von Kurt Vogeler sind folgende Bauten bekannt
- 1926: An- und Umbauten des Weltspiegel-Kinos in Finsterwalde, Karl-Marx-Straße 8 (später teilweise verändert)[7]
- 1927/28: Zweckbau für die damalige Stadtspar- und Girokasse Finsterwalde, Berliner Straße (jetzt Hauptgeschäftsstelle der Sparkasse Elbe-Elster)[8]
- 1928: Doppelturnhalle in Finsterwalde, August-Bebel-Straße 8 (unter Denkmalschutz)[9]
- 1929: Gebäude der AOK in Berlin-Niederschöneweide, Fennstraße 5/6 (mit Otto Risse, unter Denkmalschutz)[10]